# Museo Heide de Arte Moderno
El Museo Heide de Arte Moderno (en inglés Heide Museum of Modern Art), también conocido como Heide, es un museo de arte en Bulleen, un suburbio de Melbourne, Victoria, Australia. Establecido en 1981, el museo alberga arte moderno y contemporáneo en tres edificios de exhibición distintos y está ubicado dentro de dieciséis acres de jardines catalogados como patrimonio y un parque de esculturas.
El museo ocupa el sitio de una antigua granja lechera propiedad de los destacados benefactores de las artes John y Sunday Reed. Después de comprar la granja en 1934, la llamaron Heide en referencia a la Escuela de Heidelberg, un movimiento de arte impresionista que se desarrolló en las cercanías de Heidelberg en la década de 1880. Heide se convirtió en el lugar de reunión de un colectivo de jóvenes pintores modernistas conocido como el Círculo de Heide, que incluía a Sidney Nolan, John Perceval, Albert Tucker y Joy Hester, quienes a menudo se hospedaban en la granja del siglo XIX de los Reed, ahora conocida como Heide I. Hoy se encuentran entre los artistas más conocidos de Australia y también se les considera líderes de Angry Penguins, un movimiento de arte modernista que lleva el nombre de una revista cultural coeditada por los Reed y el poeta Max Harris. La estrecha relación de Heide con este movimiento se evidencia en muchas de sus exhibiciones.
Entre 1964 y 1967, los Reed construyeron una nueva residencia, Heide II, ahora considerada uno de los mejores ejemplos de arquitectura modernista en Victoria. En 1980, después de varios años de negociaciones, los Reed vendieron Heide II, la mayor parte de la propiedad contigua y obras significativas de su colección de arte al gobierno de Victoria para el establecimiento de un parque y museo de arte público. Desde entonces, el museo ha ampliado su colección a través de muchas donaciones individuales y, de acuerdo con el objetivo original de Reeds, continúa apoyando a artistas jóvenes y emergentes.
En 1993, Heide III, un nuevo edificio de galería especialmente diseñado por Andrew Andersons, se agregó al complejo de Heide. Este edificio se amplió cuando Heide se sometió a importantes remodelaciones en 2005-2006. También durante este período, se construyó el Centro de Educación Sidney Myer, se restauraron Heide II y los jardines circundantes y se construyeron nuevas instalaciones.

## Historia

### Historia temprana

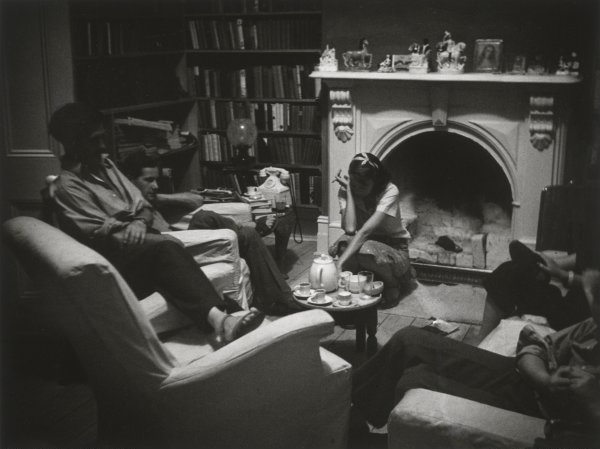
Miembros del Círculo de Heide, incluidos John y Sunday Reed y Sidney Nolan, reunidos en la biblioteca de Heide I, 1942.

El museo está situado en un terreno originalmente utilizado por pueblos indígenas, una historia conmemorada en un distinguido árbol con cicatrices en la parte superior de la propiedad, llamado Yingabeal. Desde finales de la época colonial hasta principios del siglo XX, el sitio era una propiedad de pastoreo y una granja lechera con frente al río Yarra. La casa de campo original fue construida en las décadas de 1880 y 1890. Desde el siglo XIX en adelante, el área fue frecuentada por artistas y escritores que encontraron en el río Yarra y las colinas circundantes al este de Melbourne un entorno ideal para trabajar, ejemplificado en la formación de la Escuela de Heidelberg en Heidelberg, Montsalvat en Eltham y varios campamentos de artistas en lugares como Box Hill y Warrandyte.
En 1934, John y Sunday Reed, apasionados defensores y coleccionistas del arte australiano moderno, compraron la granja y llamaron a la propiedad Heide en honor a la cercana ciudad de Heidelberg. Después de mudarse a la casa de campo en 1935, establecieron una biblioteca privada única, que incluye literatura modernista, libros de arte internacionales, diarios y revistas. Heide se convirtió en un punto focal para el arte y la cultura progresistas cuando los Reed abrieron su hogar a personas de ideas afines como los artistas Sidney Nolan, Albert Tucker, Joy Hester, Charles Blackman, John Perceval y Danila Vassilieff. Nolan, que vivió en Heide de forma intermitente durante casi una década, pintó su célebre serie sobre Ned Kelly en el comedor de la propiedad en 1946-1947.
En 1963, los Reed encargaron al arquitecto de Melbourne, David McGlashan, que diseñara una nueva residencia en la propiedad, una que tuviera un sentido de misterio y romance, y que fuera «una galería para vivir». Sintetizando ideas de diseño locales e internacionales, la casa llena de luz que llamaron Heide II se construyó con piedra caliza del Monte Gambier con una paleta de materiales secundarios mínimos y colores neutros. Los Reed se mudaron a Heide II en 1967 y Sunday Reed estableció el segundo huerto cerca de la nueva casa.

### Establecimiento del museo
Los Reed volvieron a vivir en Heide I, la antigua granja, después de vender Heide II, la mayor parte de la propiedad contigua y una parte importante de su colección de arte (113 obras) al Gobierno del Estado de Victoria en agosto de 1980. La compra fue acordada y formalizada por el ministro de las Artes de la época, Norman Lacy, quien continuó brindando el apoyo continuo del gobierno para la creación de una galería de arte pública en el sitio, que se llamaría 'Heide Park and Art Gallery'. El interior de Heide II se modificó en preparación para su apertura como galería de arte pública en noviembre de 1981. Ahora, el Museo Heide de Arte Moderno opera como una empresa sin fines de lucro limitada por garantía y, en nombre del Gobierno de Victoria, una Junta Directiva se delega como Comité de Dirección.
El Dr. Norman Wettenhall fue nombrado primer presidente y el entonces primer ministro de Victoria, Sir Rupert Hamer, fue honrado como patrocinador inaugural. Maudie Palmer fue nombrada directora inaugural.

### Historia reciente
El museo experimentó una remodelación importante en 2005–06 que incluyó la instalación de varias piezas de arte escultóricas e instalaciones, paisajismo y rediseño de los jardines, construcción de un nuevo centro educativo y espacio de galería, ampliación del edificio Heide III para incorporar obras de Barbara Tucker Gift y varios otros trabajos. El 13 de julio de 2006, el museo reabrió oficialmente sus puertas después de una renovación y ampliación de 3 millones de dólares. Los nuevos edificios fueron diseñados por O'Connor + Houle Architecture.

## Edificios, características y diseño
Heide está situada en una antigua llanura aluvial del río Yarra en Bulleen. Limita al noreste y al este con el Yarra Valley Country Club, al oeste y al sur con Banksia Park y al sureste con Templestowe Road. El sitio limita con el río Yarra, en Fannings Bend, en su esquina noroeste. El museo en sí consta de varios edificios separados y jardines y parques circundantes en el sitio, que se describen con más detalle a continuación, todos los cuales se utilizan en diversas capacidades como espacios de exhibición.

### Edificios e instalaciones

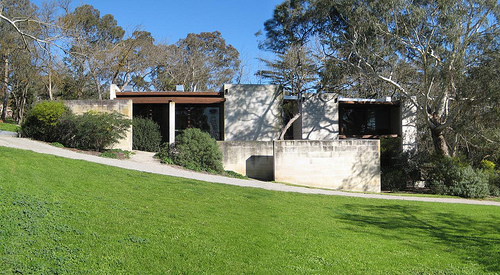
Heide II.

- Heide I - construido c. 1870, renovado entre 1934 y 1935, 1954, 1980, restaurado en 2001, 2010.

Una antigua casa de campo, el edificio fue comprado por los Reed en 1934 y renovado al estilo provincial francés. Sufrió varias renovaciones en 1934-35, 1954 y 1980 y fue restaurado en 2001 y 2010. Actualmente está dedicado a exposiciones y muestras de la Colección y Archivo Heide.
- Heide II - encargado por John y Sunday Reed en 1963, diseñado en 1964, construido entre 1964 y 1967.

Diseñado por el arquitecto de Melbourne David McGlashan de McGlashan Everist, fue pensado como «una galería para vivir» y sirvió como residencia de los Reed entre 1967 y 1980. El edificio es considerado uno de los mejores ejemplos de arquitectura modernista en Victoria y galardonado con la Medalla de Bronce del Real Instituto de Arquitectos (Capítulo Victoriano), el premio más importante para la arquitectura residencial en el Estado, en 1968. Actualmente se utiliza para exhibir obras de la Colección Heide y, en ocasiones, proyectos de artistas contemporáneos.
- Heide III - construido en 1993, ampliado en 2005.

Diseñado originalmente por Andrew Andersons de Peddle Thorp Architects y luego ampliado por O'Connor + Houle para incluir espacios de exposición adicionales, instalaciones de almacenamiento y servicios para visitantes. Es el ala de galerías más grande del museo e incluye: las Galerías Centrales; la galería Albert & Barbara Tucker, la galería de proyectos Kerry Gardner & Andrew Myer; el Centro de Estudios Tucker; y la tienda Heide.
- Sidney Myer Education Centre - construido en 2005.

Diseñado por O'Connor + Houle Architecture, su propósito se expresa como «un espacio dinámico de aprendizaje y pensamiento para maestros, estudiantes y grupos comunitarios». El centro alberga diversos programas educativos y públicos basados en el arte, la arquitectura y los jardines de Heide.
- Café Heide - remodelado en 2009.

Después de un programa de remodelación de 19 meses, el café reabrió al público el 24 de noviembre de 2009. La remodelación de $ 1,5 millones fue diseñada por Chris Connell Design (CCD). Inspirado en la arquitectura galardonada de Heide y sus hermosos jardines, ubicado en el antiguo patio de autos de Heide II, el pabellón de vidrio del café tiene capacidad para 55 clientes en el interior y un área al aire libre tiene capacidad para 55 clientes adicionales.

### Jardines y parque de esculturas

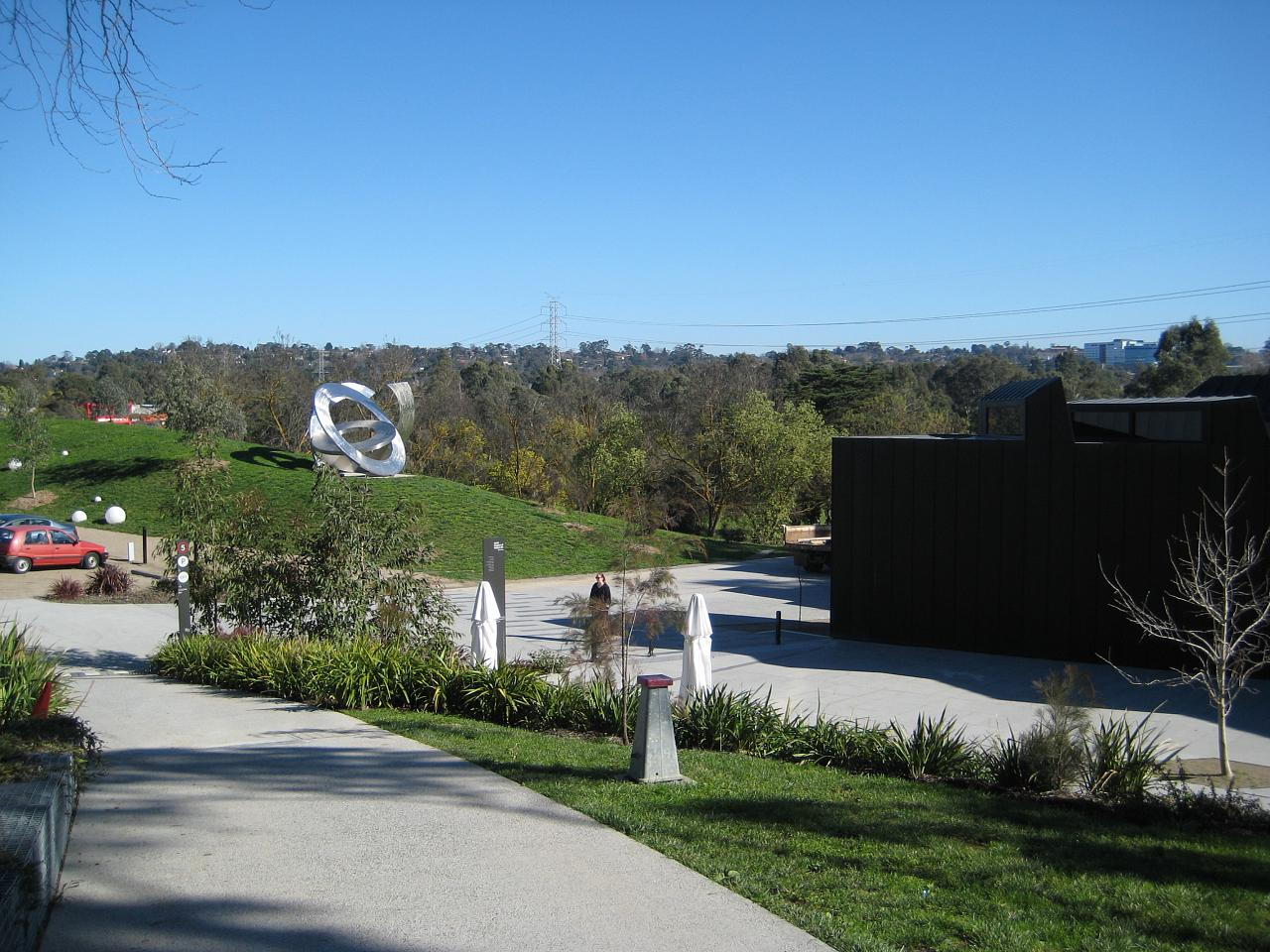
Jardín.

Los dieciséis acres de paisaje en Heide se han desarrollado durante varias décadas junto con su arte y arquitectura. Cuando John y Sunday Reed compraron Heide en 1934, era una antigua granja lechera abandonada. Inmediatamente se dedicaron a revivir y ampliar la productiva huerta adyacente a la casa de campo original e iniciaron un importante programa de plantación, con miras a convertir la propiedad en un verde parque. Hoy, el paisaje cultivado incluye un parque de esculturas con más de cuarenta esculturas, varios de los jardines originales que ahora están catalogados como patrimonio, una Zona de Conservación de Remanentes Indígenas y una diversa gama de árboles exóticos, rosas inusuales, hierbas, flores y vegetales.

## Acceso
- Heide I, II y III: Abierto de martes a domingo, de 10:00 a 17:00.
- Tienda Heide (en Heide III): Abierto de martes a domingo, de 10:00 a. m. a 5:00 p. m.
- Jardines y parque de esculturas – Gratis.

## La Colección Heide
El núcleo de la colección del museo fue reunido durante cinco décadas por los fundadores de Heide, John y Sunday Reed, quienes recopilaron una amplia gama de arte desde la década de 1940 hasta la década de 1970, tanto expresionista como abstracta. La colección incluye obras de artistas como Moya Dyring, Sidney Nolan, Albert Tucker, Joy Hester, John Perceval, Charles Blackman, Peter Booth, Mike Brown, Richard Larter, y Wolfgang Sievers, entre otros.

## Galería

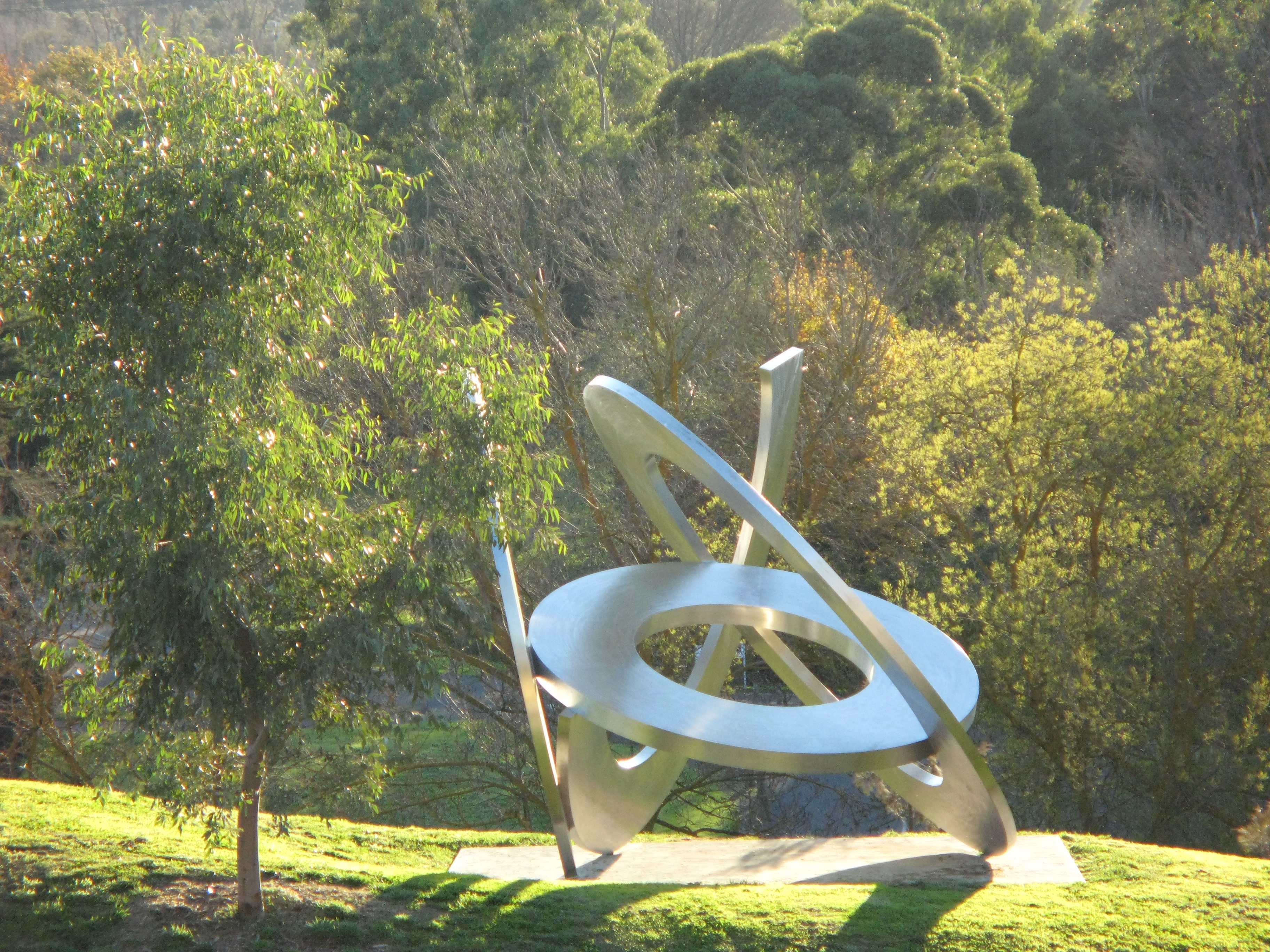
Rings of Saturn
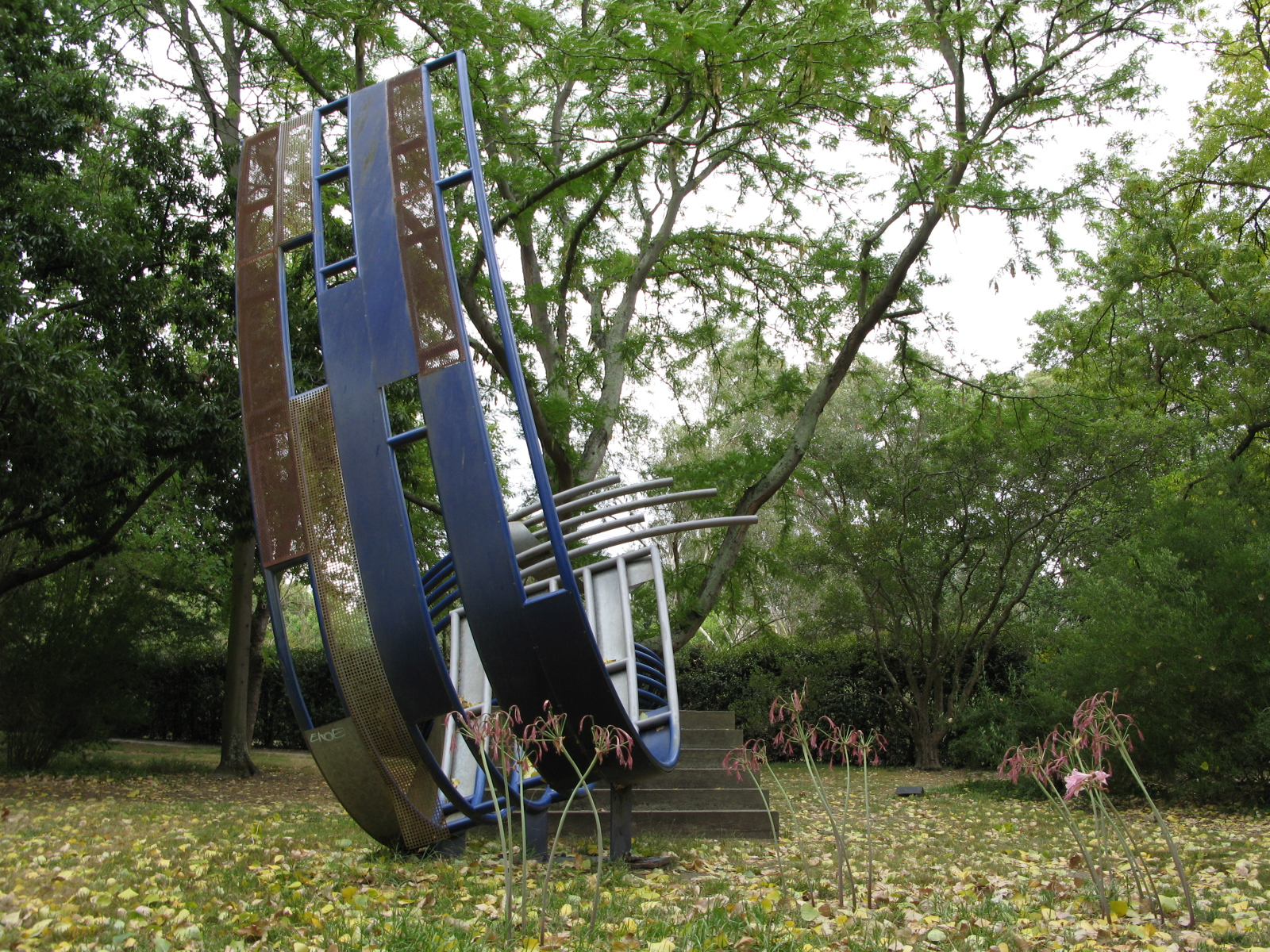
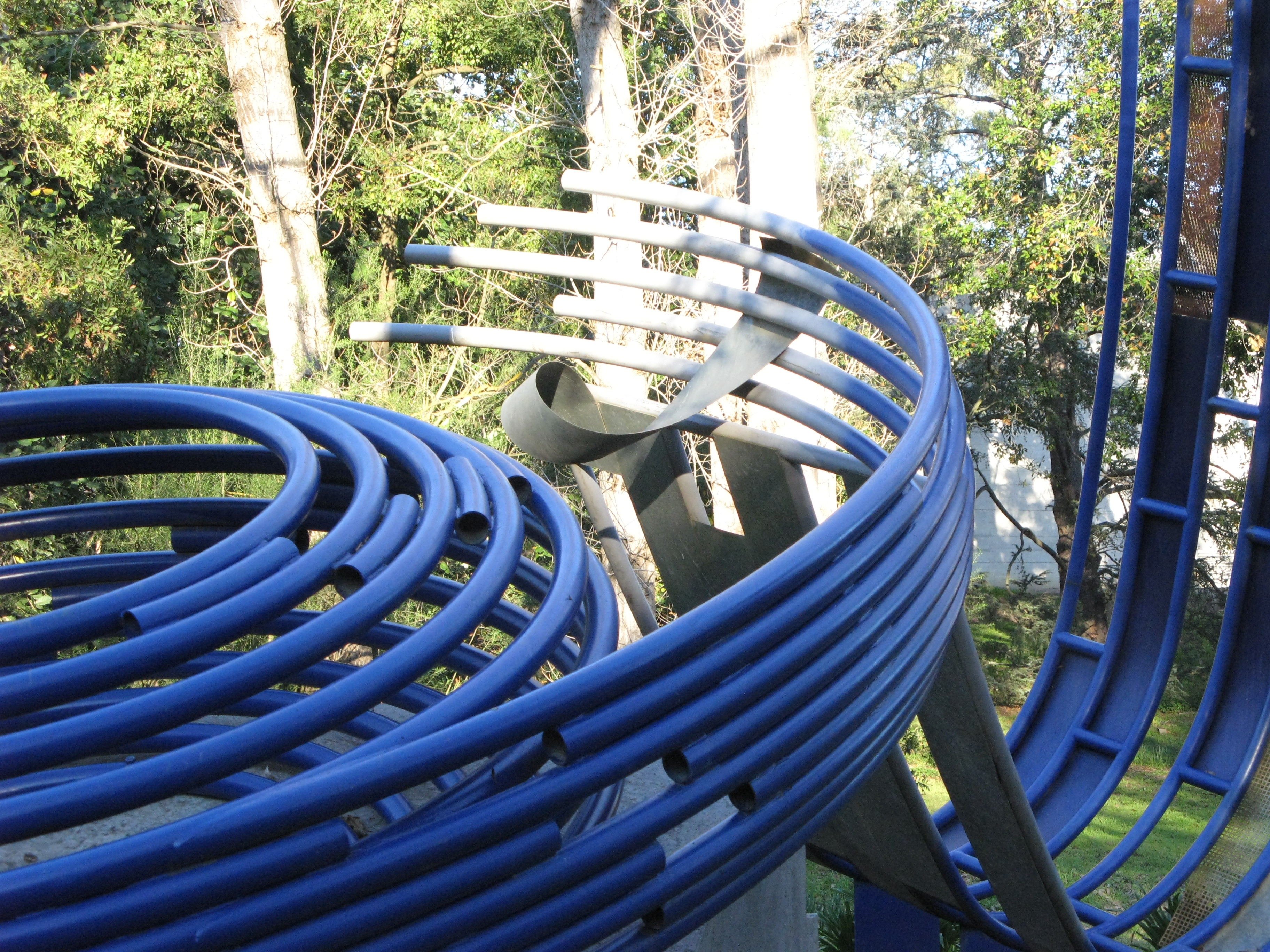
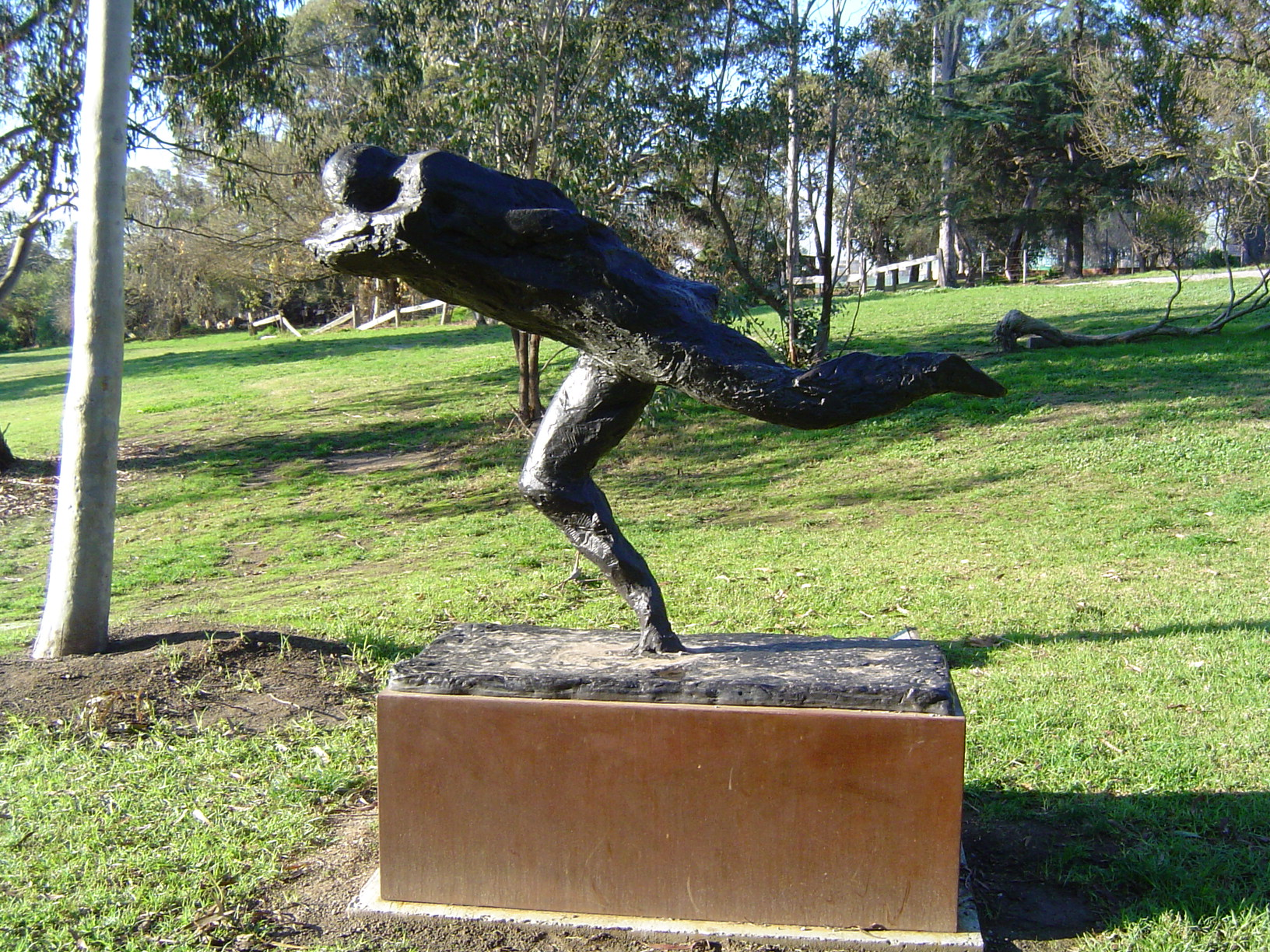
The Running Man
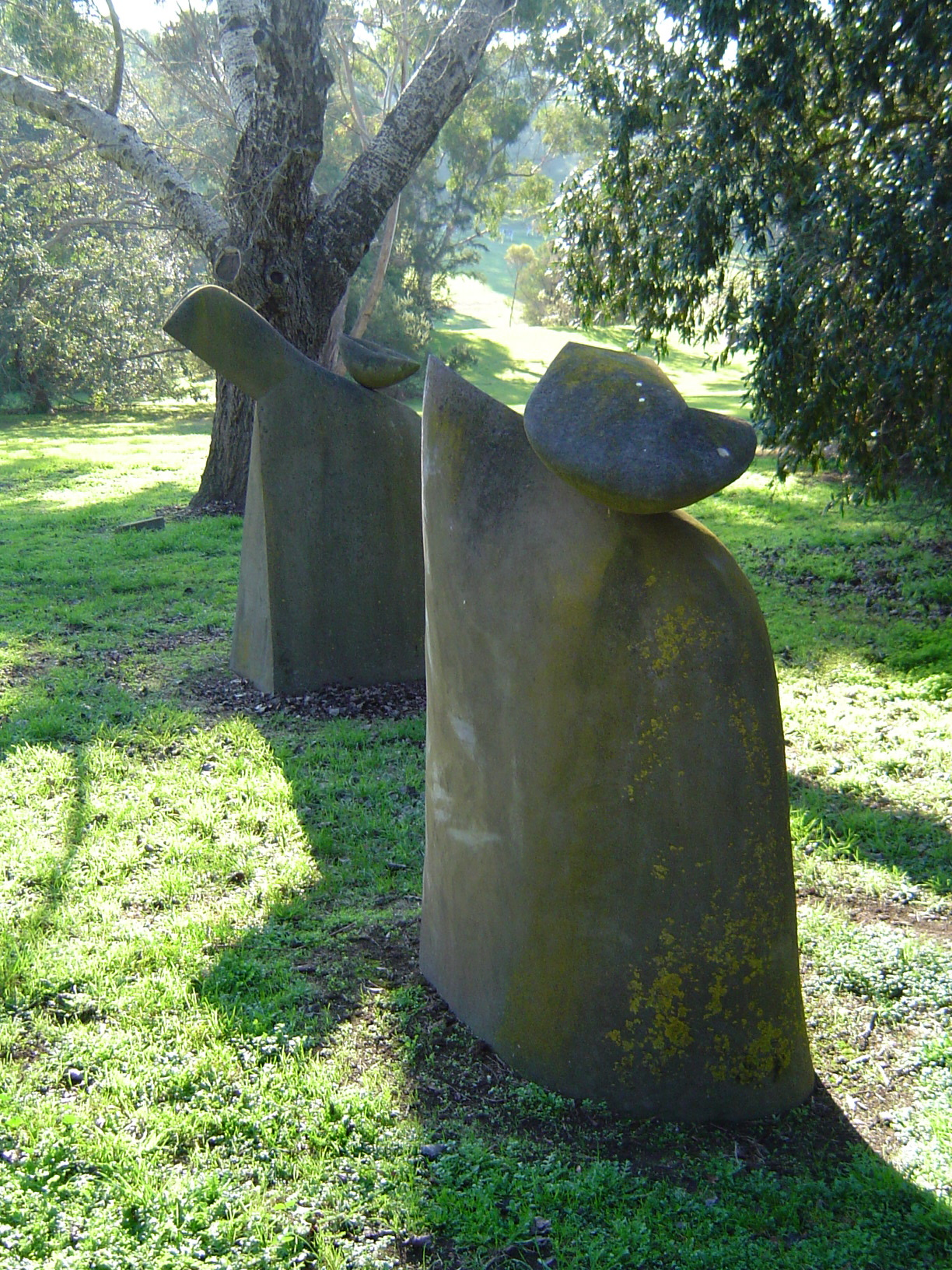